# Lith

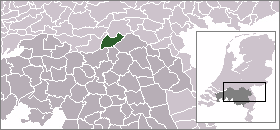
position i Noord-Brabant

Lith är en historisk kommun i provinsen Noord-Brabant i Nederländerna. Kommunens totala area är 55,51 km² (där 4,78 km² är vatten) och invånarantalet är på 6 685 invånare (1 januari 2011).